# «Тигри» на льоду
«Тигри» на льоду — радянський дитячий телефільм 1971 року, знятий режисерами Валентином Козачковим і Альбертом Осиповим на Одеській кіностудії.

## Сюжет
Сестра та брат — близнюки навчаються в одному класі. Дівчинка Зіна займається в драматичному гуртку та секції фігурного катання, а її брат Гнат, переконавшись у своїй фізичній слабкості, починає грати у дворовій хокейній команді «Тигри». Перші синці та навіть серйозні забиті місця не зупиняють завзятого хлопчика — і незабаром він стає сміливим і сильним — одним із найкращих гравців команди, яка вперше взяла участь у змаганнях на приз «Золота шайба». Сюжет побудований на тому, що Зіна під час змагань з хокею, допомагаючи, замінює свого брата та допомагає команді виграти.

## У ролях
- Юля Корнєва — Зіна та Ігнат Клімови, сестра і брат — двійнята
- Вітя Снорков — «Кеп», Вітя Кравченко, хокейна команда «Тигри» (озвучила Анна Власова)
- Діма Сосновський — Коля Сосновський
- Сашко Кривенко — Славка, хокейна команда «Тигри»
- Ігор Воробйов — Валерка «Казераки», хокейна команда «Тигри»
- Павло Ананьєв — Сашка, хокейна команда «Тигри»
- Петро Черкашин — Женя, юний уболівальник «Тигрів»
- Леван Шамілов — Олексій, родич Колі
- Наташа Бєлоус — Люся із драмгуртка
- Андрій Свідерський — «Мухомор» з хокейної команди «Світлячки»
- Георгій Светлані — дідусь Зіни та Гната
- Наталія Фатєєва — Тамара Вадимівна, вчителька літератури
- Юрій Дєдович — Кирило Кирилович, «Кір-Кір», вчитель фізкультури
- Леопольд Бєгун — Стебьолкін, режисер драмгуртка
- Володимир Грамматиков — Прогноз Іванович, вчитель географії
- Діма Баранов — хокеїст «Світлячків»
- Сашко Голіков — хокеїст «Світлячків»
- Михайло Миронов — хокеїст «Світлячків»
- Стасик Свєтлов — хокеїст «Світлячків»
- Віталій Чижиков — хокеїст «Світлячків»
- Іван Горобець — епізод
- В. Єфімов — епізод
- Ю. Журавльов — епізод
- Валентин Козачков — міліціонер з перев'язаною щокою
- С. Романов — епізод
- Марчелла Чеботаренко — мама Колі
- Валерій Нікітін — капітан «Хіміка»
- С. Тіпаєв — епізод
- Василь Одиноков — епізод
- Є. Ларіонов — епізод
- Сергій Ніколаєв — хокеїст

## Знімальна група
- Режисери — Валентин Козачков, Альберт Осипов
- Сценаристи — Віктор Мережко, Микола Горбунов
- Оператор — Альберт Осипов
- Композитор — Марк Самойлов
- Художник — Юрій Богатиренко